# Amastri (principessa)
Amastri (in greco: Ἄμαστρις, Amastris, dal persiano antico Amāstrī, "donna forte"; ... – Eraclea Pontica, 284 a.C.) è stata una nobile persiana, reggente di Eraclea Pontica dal 306 a.C. al 284 a.C.

## Biografia
Figlia di Ossiatre, fratello di Dario III di Persia, Amastri sposò nel 324 a.C. Cratero, uno dei generali di Alessandro Magno, nella celebrazione dei matrimoni di Susa, voluti da Alessandro. Dopo la spartizione di Babilonia fu ripudiata e si unì a Dionisio, tiranno di Eraclea Pontica, colonia megarese situata sulla costa del Ponto Eusino, ora Mar Nero (322 a.C.). Alla morte di questi (306 a.C.), ottenne la reggenza della città, come tutrice dei due figli minorenni, Ossiarte e Clearco II.
Il re di Tracia Lisimaco, durante la sua prima campagna in Ionia del 302 a.C., dopo aver strappato alcune città ad Antigono, si rifugiò col suo esercito ad Eraclea Pontica dove sposò Amastri, assicurando così alla città una duratura alleanza con il potente regno di Tracia.
In seguito Lisimaco sposò Arsinoe II, figlia di Tolomeo e ripudiò quindi Amastri, rimandandola ad Eraclea Pontica con tutti gli onori e mantenendo l'alleanza con la città. Da lei Lisimaco ebbe una figlia, della quale non conosciamo il nome, ma che potrebbe essere stata la prima moglie di Tolomeo Cerauno. Amastri fondò una città, alla quale diede il suo nome e che oggi si chiama Amasra, unendo quattro colonie ioniche.
Quando però Clearco II ed Ossiarte, i due figli di Dionisio e di Amastri, divennero maggiorenni, si impadronirono con la forza della tirannia della città, mettendo a morte la madre (284 a.C.). Lisimaco non tardò a vendicare la ex moglie, facendoli a sua volta uccidere.